# Prunel

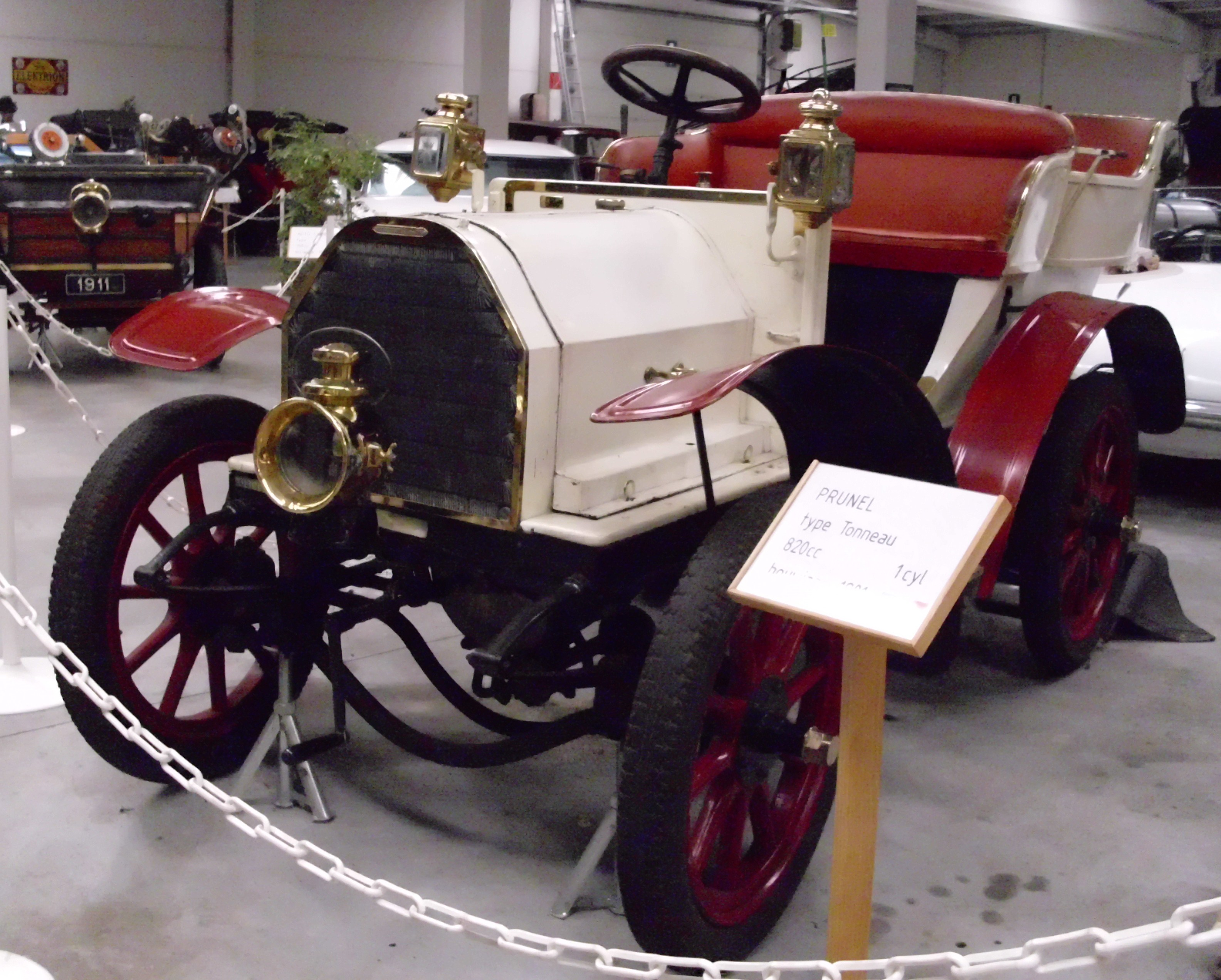
Prunel von 1901

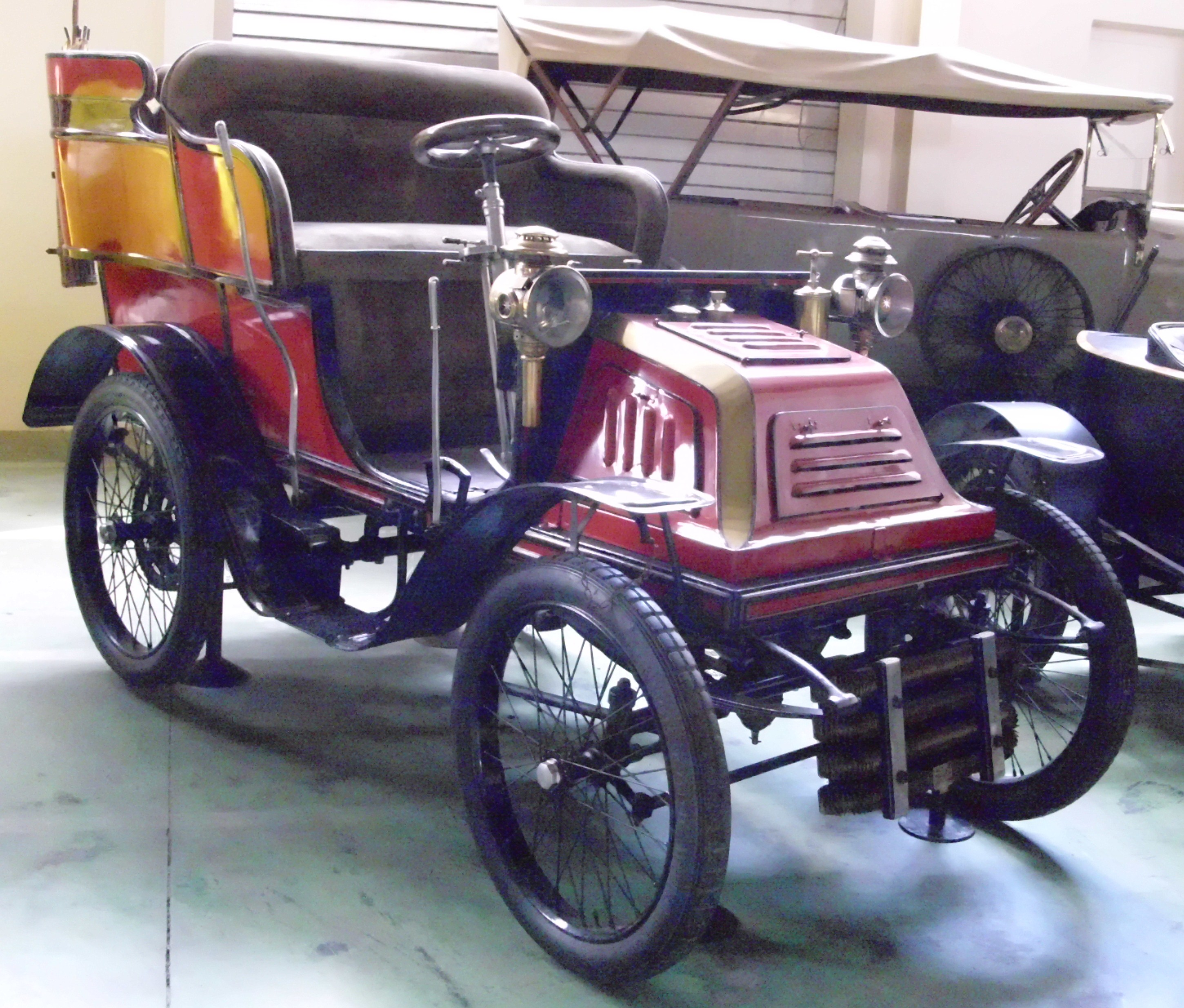
Prunel von 1901

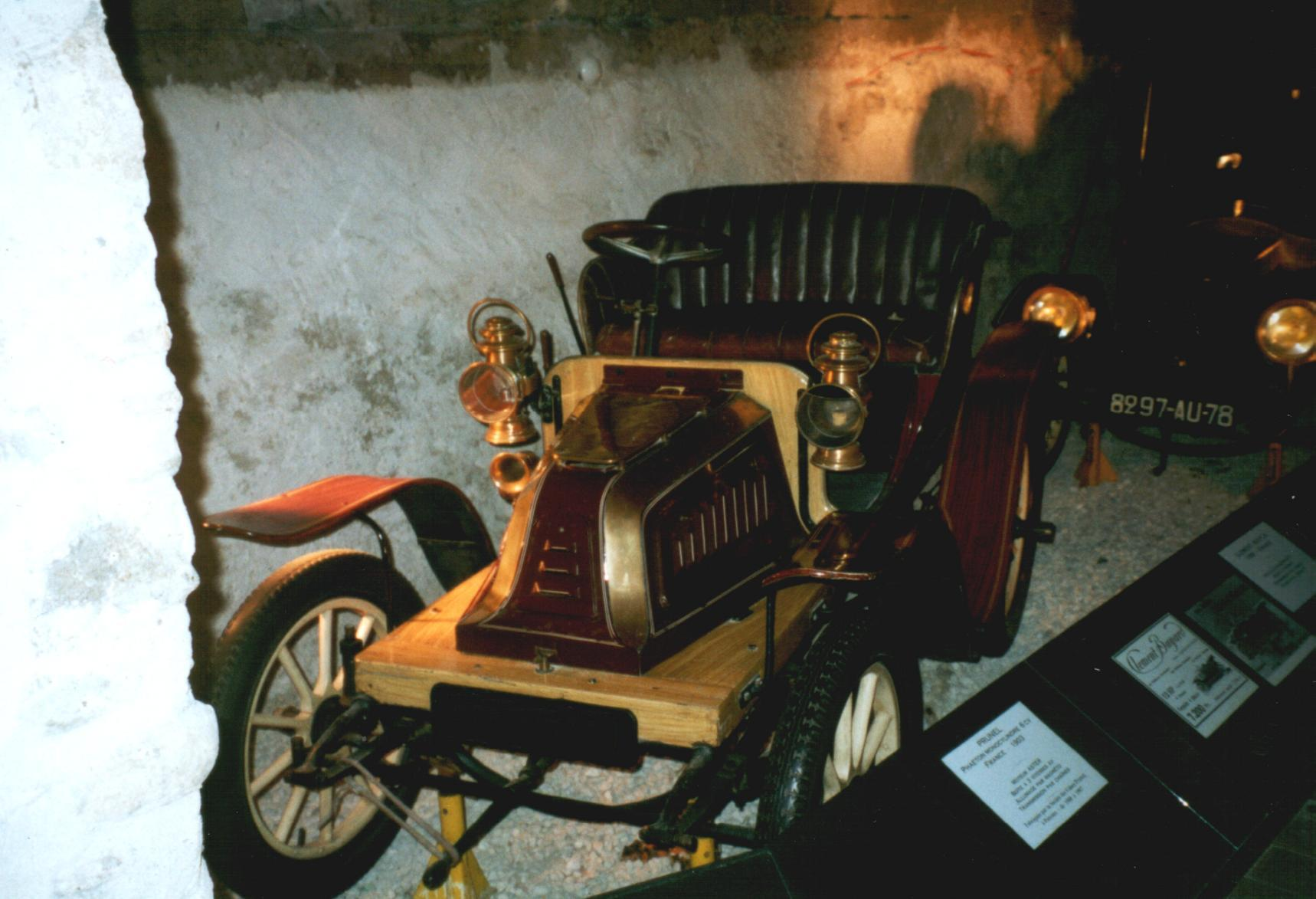
Prunel von 1903

Die Société des Usines Prunel war ein französischer Hersteller von Automobilen und Nutzfahrzeugen.

## Unternehmensgeschichte
J. Prunel gründete 1900 das Unternehmen in Puteaux und begann mit dem Bau von Automobilen. Die Markennamen lauteten bis 1902 Atlas sowie bis 1907 Prunel. Außerdem gab es eine Zusammenarbeit mit Boyer. In England wurden die Fahrzeuge 1905 als Gnome, 1906 als Gracile und 1907 als J.P. angeboten. 1907 endete die Produktion der Prunel-Modelle.
Zwischen 1906 und 1910 stellte das Unternehmen Autos unter dem Markennamen Nordenfelt her. Nach der Produktionseinstellung übernahm Automobiles Phénix die Werksanlagen und fertigte zwischen 1912 und 1914 Automobile unter dem Markennamen Phénix.

## Fahrzeuge

### Personenwagen
Die ersten Modelle 3 CV und 4 ½ CV besaßen einen Einbaumotor von De Dion-Bouton und wurden als Atlas vermarktet. Ab 1903 waren auch Modelle mit Motoren von Aster, Hérald und Pieper lieferbar. Das Vierzylindermodell 20 CV besaß 3800 cm³ Hubraum. Ab 1904 gab es die Modelle 10 CV mit einem Motor von Gnôme und 15 CV mit einem Motor von Mutel. 1905 bestand das Angebot aus den Zweizylindermodellen mit 1800 cm³ und 2250 cm³ Hubraum und den Vierzylindermodellen mit 3500 cm³ und 4900 cm³ Hubraum. 1906 kam das große Modell 40/50 CV dazu.
Ein Prunel fuhr 1903 am Rennen Paris–Madrid 1903 in der Voiturette-Klasse bis 400 kg mit (Start-Nr. 271) und kam als 47. in Bordeaux an, wo das Rennen nach zahlreichen Unfällen abgebrochen wurde.
Fahrzeuge dieser Marke sind im Automuseum Oldtimer in Reninge, im Musée Communal de l’Automobile Mahymobiles in Leuze-en-Hainaut und im Schloss Grandson zu besichtigen.

### Nutzfahrzeuge

Prunel Camion mit 4,5 Tonnen Zuladung vor der Fernfahrt Paris-Tourcoing im April 1906.

Die Produktion von Nutzfahrzeugen wurde 1902 mit einem 9  CV Lieferwagen mit Kastenaufbau, Motoren wahlweise von De Dion-Bouton oder Aster und Kettenantrieb aufgenommen. 1906 folgten ein Vierzylindermodell 30/33 CV mit Kettenantrieb. Wahrscheinlich war dies der Motor eines LKW mit 3 Tonnen Nutzlast. Ein solcher, mit 4,5 Tonnen beladen, nahm an der Fernfahrt Paris-Tourcoing für Nutzfahrzeuge im April 1906 teil. Die Wettfahrt, an der er Schnellster war, stand in Zusammenhang mit der Nutzfahrzeugausstellung Concours des vehicules industriels in Paris. Prunel verwendete dieses Fahrgestell auch für Doppeldeckerbusse, von denen einige nach Großbritannien exportiert wurden. Ein Exemplar wird in der Beschreibung der Cordingley Motor Show vom April 1906 erwähnt. Dies war eine Konkurrenzveranstaltung zur Automobilausstellung im Olympia in London; Charles Cordingley war Gründer und Herausgeber mehrerer Fachzeitschriften, darunter das Motor Car Journal.
Auf den Pariser Salon im Herbst 1906 wurde der Markenname für Nutzfahrzeuge geändert auf U.D.P.X., ein Kürzel für Usines de Puteaux Schließlich wurde für 1907 ein neuer, von Paul List entworfener Vierzylindermotor mit 35 PS eingeführt, der auch mit Gas betrieben werden konnte. U.D.P.X. gab es als Normal- und Frontlenker und als Busse; allerdings endete die Produktion nach etwa einem Jahr. Es ist aber einigermaßen wahrscheinlich, dass PKW-basierte Lieferwagen erhältlich blieben.